# بلریم
بلریم (به لاتین: Blerim) یک شهرستان آلبانی در آلبانی است که در استان پوکه واقع شده‌است.